# Ślepnąc od świateł (serial telewizyjny)
Ślepnąc od świateł – polski serial telewizyjny (kryminał, thriller neo-noir), stworzony przez Krzysztofa Skoniecznego i Jakuba Żulczyka, wyprodukowany przez HBO Polska, HBO Europe i House Media Company Sp. z o.o., na motywach bestsellerowej powieści o tym samym tytule z 2014 r., autorstwa Jakuba Żulczyka.
27 października 2018 udostępniony w całości (wszystkie 8 odcinków) za pośrednictwem internetowego serwisu „wideo na życzenie” HBO GO, a emitowany od 27 października 2018 do 16 grudnia 2018 na antenie HBO Polska. Według HBO serial jest przeznaczony dla widzów powyżej 18. roku życia.
Zdjęcia nakręcono w: Warszawie, Sopocie, Prypeci k. Czarnobyla, we wsi Rapocin i na Dominikanie.

## Fabuła
Serial opowiada 7 dni z życia Kuby Niteckiego (debiutujący Kamil Nożyński) – znanego, lecz tajemniczego, warszawskiego dilera kokainy, którego klientelą są: politycy, celebryci, biznesmeni, gwiazdy hip-hopu czy hipsterzy. Nitecki obraca się w gronie lokalnych gangsterów dowodzonych przez Władka „Stryja” (Janusz Chabior), a ich wspólnym szefem jest Jacek (Robert Więckiewicz). Zmęczony dotychczasowym życiem, postanawia uciec i wyjechać do Argentyny. W międzyczasie, po kilkuletnim wyroku, z więzienia wychodzi „Dario” (Jan Frycz), gangster starej daty.

## Obsada
- Kamil Nożyński jako Kuba Nitecki
- Jan Frycz jako „Dario”
- Robert Więckiewicz jako Jacek
- Marta Malikowska jako Maria Pazińska „Pazina”
- Janusz Chabior jako Władek „Stryj”
- Marzena Pokrzywińska jako Paulina
- Cezary Pazura jako Mariusz Fajkowski
- Eryk Lubos jako Marek Żakowski
- Jacek Beler jako Bartek „Sikor”
- Zbigniew Suszyński jako poseł
- Michał Czernecki jako prokurator Szeptycki
- Aldona Orman jako żona Jacka
- Krzysztof Zarzecki jako "Maluch"
- Krzysztof Skonieczny jako Raper "Piorun"
- Agnieszka Żulewska jako Anastazja
- Agnieszka Kwietniewska jako Viola Pajdowska

## Odcinki
| Odcinek | Reżyseria            | Scenariusz                          | Premiera (HBO Polska) |  |
| ------- | -------------------- | ----------------------------------- | --------------------- |  |
|         |                      |                                     |                       |  |
| 1       | Krzysztof Skonieczny | Krzysztof Skonieczny, Jakub Żulczyk | 27 października 2018  |  |
|         |                      |                                     |                       |  |
| 2       | Krzysztof Skonieczny | Krzysztof Skonieczny, Jakub Żulczyk | 4 listopada 2018      |  |
|         |                      |                                     |                       |  |
| 3       | Krzysztof Skonieczny | Krzysztof Skonieczny, Jakub Żulczyk | 11 listopada 2018     |  |
|         |                      |                                     |                       |  |
| 4       | Krzysztof Skonieczny | Krzysztof Skonieczny, Jakub Żulczyk | 18 listopada 2018     |  |
|         |                      |                                     |                       |  |
| 5       | Krzysztof Skonieczny | Krzysztof Skonieczny, Jakub Żulczyk | 25 listopada 2018     |  |
|         |                      |                                     |                       |  |
| 6       | Krzysztof Skonieczny | Krzysztof Skonieczny, Jakub Żulczyk | 2 grudnia 2018        |  |
|         |                      |                                     |                       |  |
| 7       | Krzysztof Skonieczny | Krzysztof Skonieczny, Jakub Żulczyk | 9 grudnia 2018        |  |
|         |                      |                                     |                       |  |
| 8       | Krzysztof Skonieczny | Krzysztof Skonieczny, Jakub Żulczyk | 16 grudnia 2018       |  |
|         |                      |                                     |                       |  |